# San Ramón Airport
San Ramón Airport är en flygplats i Bolivia.   Den ligger i departementet Beni, i den norra delen av landet, 600 km norr om huvudstaden Sucre. San Ramón Airport ligger 136 meter över havet.
Terrängen runt San Ramón Airport är mycket platt. Trakten runt San Ramón Airport är nära nog obefolkad, med mindre än två invånare per kvadratkilometer.. Närmaste större samhälle är San Ramón, 12,4 km väster om San Ramón Airport.
Omgivningarna runt San Ramón Airport är huvudsakligen savann.